# Aspisoma trilineata
Aspisoma trilineata is een keversoort uit de familie glimwormen (Lampyridae). De wetenschappelijke naam van de soort werd voor het eerst geldig gepubliceerd in 1835 door Say.